# Onsen geisha

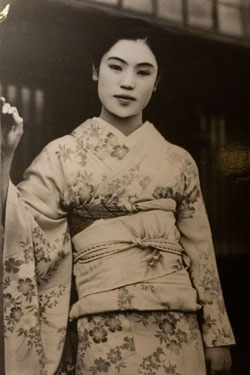
L'Onsen geisha Matsuei à partir de laquelle l'écrivain Yasunari Kawabata a bâti un des principaux personnages de son roman Pays de neige, en 1934.

Une onsen geisha (温泉芸者) est une geisha ou une artiste qui travaille dans les onsen et/ou les stations balnéaires de sources chaudes. Ce terme a une connotation négative du fait que le mot désigne maintenant une prostituée alors que les faveurs sexuelles par la geisha à son client n'ont jamais été entendues comme systématiques ou allant de soi.
Cette évolution est liée à plusieurs raisons :
- Avant la Seconde Guerre mondiale, ces femmes étaient souvent considérées comme étant la basse classe des geishas et se déplaçaient librement, lorsqu'elles n'étaient pas liées par contrat, de station balnéaire en station balnéaire pour trouver du travail ; sans faire état de leur passé[réf. nécessaire]. Il arriva alors que certaines d'entre elles furent « parrainées » par des « hommes d'affaires » peu scrupuleux. Ces derniers louèrent les services de leurs « protégées » pour distraire des réunions. Ce faisant, ils accréditaient, dès cette période, la réputation de prostituées de ces femmes (ce qui n'était pas tout à fait faux).
- Le nombre important de prostituées fréquentant les villes thermales chaudes (ex : Atami)[2] au Japon au cours de la période qui a immédiatement suivi la Seconde Guerre mondiale. Ces femmes se vendaient à leur client sous le nom de « geishas » ce qui était un mensonge, une véritable geisha ne se prostituant en aucun cas[3]. Il a donc été rajouté le mot « onsen » pour les différencier.

Quoi qu'il en soit, les onsen geisha sont, de nos jours, des musiciennes et des danseuses accomplies[réf. nécessaire].
Les geishas des stations balnéaires sont essentiellement différentes des geishas pratiquant dans les hanamachi de Kyoto et de Tokyo. Ces dernières travaillent habituellement en nombre restreint (5 ou 6) au sein de salons de thé tandis que les onsen geisha, par escadrons de 60 à 70 distribués dans les halls des grands hôtels, recrutent parmi les touristes. L'expansion actuelle du tourisme allié à l'appât du gain ont conduit les onsen geisha — qui travaillaient historiquement dans de petites structures — à se lancer dans des affaires plus importantes.